# Psychotria elegans
Psychotria elegans är en måreväxtart som beskrevs av Henry Nicholas Ridley. Psychotria elegans ingår i släktet Psychotria och familjen måreväxter. Inga underarter finns listade i Catalogue of Life.